# Keilbachia aculeata
Keilbachia aculeata är en tvåvingeart som beskrevs av Vilkamaa, Komarova och Heikki Hippa 2006. Keilbachia aculeata ingår i släktet Keilbachia och familjen sorgmyggor. Inga underarter finns listade i Catalogue of Life.